# On the 6
On the 6 es el álbum de estudio debut de la cantante y actriz estadounidense Jennifer López. Fue publicado el 1 de junio de 1999 por Work Group. López trabajó con varios productores en el álbum, incluidos Rodney Jerkins, Cory Rooney, Dan Shea y su novio en ese momento, el rapero y productor discográfico Sean Combs. Una edición en español del álbum fue lanzada el 24 de noviembre de 1999. Esta versión del álbum mezcla la lista de canciones, omitiendo «Feelin' So Good», e incluye una pista en español completamente nueva («Es Amor»), además de versiones en español de «Open Off My Love» («El Deseo de Tu Amor»), «Promise Me You'll Try» («Amar es Para Siempre») y «Waiting for Tonight» («Una Noche Más»), este último también apareció en el lanzamiento original del álbum como pista extra. El resto de las pistas de esta edición aparecen tal como aparecieron en el lanzamiento original del álbum.
Los críticos recibieron el debut musical de Lopez con una respuesta generalmente positiva. On the 6 fue elogiado por su estilo musical conservador, aunque dinámico, y su combinación de latin con pop y R&B. Los críticos comentaron sobre la capacidad vocal de Lopez y muchos en general dieron buenos comentarios por su versatilidad y su canto algo «seductor» y «sensual», sin embargo, algunos críticos encontraron la voz bastante decepcionante. El álbum tuvo éxito en las listas, alcanzando el top diez o veinte en los Estados Unidos y en varios otros países del mundo. On the 6 pasó a vender tres millones de copias en Estados Unidos, siendo certificado triple platino por la Recording Industry Association of America (RIAA), y tres millones de copias adicionales en todo el mundo.
El álbum produjo cinco sencillos, tres de los cuales llegaron a la lista principal Billboard Hot 100 de Estados Unidos. «If You Had My Love» alcanzó el puesto número uno en Estados Unidos, mientras que «Waiting for Tonight» alcanzó el puesto número ocho. «No me ames», una balada con el entonces futuro esposo de Lopez, ahora exmarido, Marc Anthony, no alcanzó la lista Hot 100 de Estados Unidos, pero fue un éxito en la lista latina de Billboard, mientras que «Feelin' So Good» alcanzó el número 51 en el Hot 100 y alcanzó el puesto número uno en la lista Dance Club Songs de Estados Unidos. Un quinto y último sencillo, «Let's Get Loud», no llegó al Hot 100 debido a la falta de un lanzamiento físico en los Estados Unidos, pero se convirtió en un gran éxito en varios otros países. En el momento del lanzamiento del álbum, varios otros artistas latinos (incluidos Ricky Martin, Shakira y Marc Anthony) estaban logrando éxito en la lista de álbumes Billboard 200 y en la lista de sencillos Hot 100; esto se denominó «explosión latina».
López lanzó por sorpresa una reedición solo digital del 25 aniversario de dicho álbum el 31 de mayo de 2024.

## Antecedentes
| La idea de hacer un álbum no es un truco. No fue cómo: '¡Oh, me va bien como actriz, tal vez debería hacer un álbum!, tenía un contrato discográfico [con Giant Records] antes de que mi carrera cinematográfica, afortunadamente, despegara [...] Cuando hice "Selena", todo volvió otra vez, tener esa interacción con los fans y el público, que no se consigue en las películas. Lo extrañé mucho. Extrañaba la emoción del escenario, que tuve al principio de mi carrera en el teatro musical.— —López sobre su decisión de comenzar una carrera musical. |

Desde su infancia, los padres puertorriqueños de Lopez enfatizaron la importancia de una buena ética de trabajo y la capacidad de hablar inglés. Animaron a sus tres hijas a realizar actuaciones en casa, cantando y bailando una frente a la otra y a sus amigos para no meterse en problemas. Durante su último año de escuela secundaria, Lopez se enteró de una convocatoria de casting para varias adolescentes para pequeños papeles en películas. Hizo una audición y fue elegida para My Little Girl (1986), una película de bajo presupuesto coescrita y dirigida por Connie Kaiserman. Después de filmar su papel, Lopez supo que quería convertirse en una «estrella de cine famosa». Se lo contó a sus padres, pero ellos le dijeron que era una idea «realmente estúpida» y que «ningún latino hizo eso». Su desacuerdo con ellos llevó a Lopez a mudarse de la casa de su familia a un departamento en Manhattan. Durante este período, Lopez actuó en producciones regionales de varios musicales antes de ser contratada para el coro en un musical que estuvo de gira por Europa durante cinco meses. No estaba contenta con el papel, ya que era el único miembro del coro que no tenía un solo. Consiguió un trabajo en el programa japonés Synchronicity como bailarina, cantante y coreógrafa. Luego, Lopez obtuvo su primer trabajo de alto perfil como bailarina Fly Girl en el programa de comedia televisiva In Living Color. Se mudó a Los Ángeles con su entonces novio David Cruz para filmar la serie y siguió siendo miembro del elenco hasta 1993 (cuando decidió seguir una carrera como actriz a tiempo completo).
Después de una serie de papeles cinematográficos coprotagonistas, Lopez recibió su gran oportunidad en 1996 cuando fue elegida para el papel principal de Selena, una película biográfica sobre la cantautora estadounidense Selena Quintanilla-Pérez. En la película, la voz de Selena se usa para las secuencias musicales, pero Lopez cantaba la letra en lugar de sincronizar los labios. Cuando se le preguntó en una entrevista si Selena la inspiró a lanzar una carrera musical, Lopez dijo: «Realmente, realmente me inspiré porque comencé mi carrera en el teatro musical en el escenario. Así que hacer la película me recordó cuánto extrañaba cantar, bailar y cosas así...» Después de filmar Selena, Lopez estaba «sintiendo realmente [sus] raíces latinas» y grabó un disco de demostración en español. El manager de Lopez envió la canción («Vivir sin ti») al grupo de trabajo de Sony Music Entertainment, que estaba interesado en contratar a Lopez. Tommy Mottola, el director del sello, le sugirió cantar en inglés y comenzó a grabar On the 6. Lopez estaba consciente de que recibió su contrato discográfico por su apariencia y reputación, y quería demostrar que tenía talento musical. Antes de su primer álbum, los críticos se preguntaron por qué se arriesgaría a lanzar una carrera musical: «Si el álbum fuera un fracaso, no sólo avergonzaría a Lopez sino que incluso podría dañar su carrera».

## Grabación
Para On the 6, Mottola y Lopez se reunieron con varios productores, pero el productor y escritor Cory Rooney recordó más tarde que cuando conoció a Lopez, «inmediatamente se llevaron bien». Tocó el piano y les cantó «Talk About Us», lo que gustó a Mottola y Lopez; lo grabó al día siguiente y trabajó en estrecha colaboración con Rooney en el resto del álbum. Otros colaboradores de On the 6 incluyeron al entonces novio Sean «Puffy» Combs, el futuro esposo Marc Anthony, Rodney «Darkchild» Jerkins, Poke & Tone y el equipo de marido y mujer de Emilio y Gloria Estefan. La cantante y productora vocal ganadora del premio Grammy Betty Wright, conocida por su éxito «Clean Up Woman» (1971), trabajó estrechamente con Lopez en el álbum y le proporcionó «mucha inspiración». Lopez dijo que Wright tenía «un espíritu increíble»: «Ella estaba [en el estudio] conmigo, día tras día, ayudándome. Soy una cantante joven, ¿sabes? Una joven cantante de estudio. Puede que haya cantado todo «Mi vida, y puede que haya cantado en el escenario y cosas así, pero es diferente grabar en el estudio. Y necesitas a alguien que realmente pueda guiarte a través de eso».
Un día, mientras trabajaba en On the 6, Jennifer Lopez «resultó que estaba» grabando en el mismo estudio de grabación donde estaba grabando el artista estadounidense Marc Anthony. Anthony, que había quedado intrigado por Lopez después de verla en Selena (1997), entró en su estudio y le pidió que apareciera en el vídeo musical de su canción «No Me Conoces». Ella estuvo de acuerdo, pero sólo si él grababa una canción con ella, a lo que él a su vez accedió. Lopez recordó los eventos en su álbum de video Feelin' So Good diciendo: «Entonces en ese momento llamé a Tommy [Mottola] y le dije: 'Mira, entonces Marc Anthony dijo que haría una canción y realmente no quiero'. «Si quiero hacer un dueto con cualquiera, quiero hacer un dueto con él. Entonces, ¿puedes obligarlo a firmar algo para que tenga que grabar un disco conmigo? ¡Si hago este video!». Los dos primeros filmaron el video y luego comenzó a trabajar en la canción.
«Let's Get Loud» fue escrita originalmente para Gloria Estefan, pero ella sentía que la canción era demasiado similar a sus grabaciones anteriores. Luego le pasó la canción a Lopez, afirmando que se divertiría «más con ella» y le daría «un nuevo giro». Lopez sintió que grabar su primer álbum era «un mundo aparte» de ser una actriz de cine en Hollywood: «El negocio del cine está muy estructurado con plazos y cosas así. Pero el negocio de la música es tan flexible que puedes entrar cuando quieras». Esperaba que On the 6 atrajera a gente como ella: «El inglés es mi primer idioma. Crecí aquí. Nací aquí, no tuve una carrera en español primero. Creo que [el álbum] definitivamente atrae a las personas de mi generación, crecimos en Estados Unidos pero teníamos padres latinos o de diferentes etnias». Ella quería que el álbum reflejara ambos lados de ella, considerando a los hispanos como su «audiencia principal».

## Lista de canciones
Lista de canciones de On the 6
1. "If You Had My Love" – 4:25
2. "Should've Never"  – 6:14
3. "Too Late"  – 4:27
4. "Feelin' So Good" (Con Big Pun y Fat Joe) – 5:27
5. "Let's Get Loud" – 3:59
6. "Could This Be Love"  – 4:26
7. "No Me Ames" (Mix tropical con Marc Anthony) – 5:03
8. "Waiting For Tonight"  – 4:06
9. "Open Off My Love"  – 4:35
10. "Promise Me You'll Try" – 3:52
11. "It's Not That Serious"  – 4:17
12. "Talk About Us"  – 4:35
13. "No Me Ames" (Balada con Marc Anthony) – 4:38
14. "Una Noche Más" – 4:05

### Edición Europea y Filipina
1. "Baila"  – 3:55
2. "Theme from Mahogany (Do You Know Where You're Going To)]"  – 3:34

### Edición Española
1. "No Me Ames" (con Marc Anthony) – 4:38
2. "If You Had My Love" – 4:25
3. "Una Noche Más" – 4:05
4. "Should've Never" – 6:14
5. "Es Amor"  – 4:40
6. "Let's Get Loud"– 3:59
7. "It's Not That Serious"
8. – 4:17
9. "Amar Es Para Siempre" (Promise Me You'll Try) – 3:52
10. "Too Late"
11. – 4:27
12. "El Deseo de Tu Amor" (Open Off My Heart)– 4:35
13. "Talk About Us" – 4:35
14. "Could This Be Love"– 4:26
15. "No Me Ames" (Remezcla Tropical con Marc Anthony) – 5:03

## Premios y nominaciones
American Music Awards
- Dos nominaciones - Favorite Pop/Rock New Artist y Favorite Latin Artist (1999)

Grammy Awards
- Dos nominaciones - Best Dance Recording por "Waiting For Tonight" (2000) y "Let's Get Loud" (2001)

Latin Grammy Awards
- Dos nominaciones - Best Pop Performance by a Duo or Group with Vocal y Best Music Video por "No Me Ames]" con Marc Anthony (2000)

Billboard Music Awards
- Ganó Best Pop Clip for "If You Had My Love" (1999)

Brit Awards
- Dos nominaciones - Best International Female Solo Artist y Best International Breakthrough (2000)

Billboard Latin Music Awards - 
- Ganó Hot Latin Track of the Year, Vocal Duo por "No Me Ames" con Marc Anthony (2000)

Nickelodeon's Kid's Choice Awards
- Ganó Favorite New Music Artist (2000)

Soul Train Music Awards
- nominación: Best R&B/Soul Album, Female por On The 6 (1999)

MTV Video Music Awards
- Cuatro nominaciones por "If You Had My Love" – Best Female Video, Best Dance Video, Best Pop Video y Best New Artist (1999)
- Nominación: Best Artist Website (1999)
- Ganó Best Dance Video por "Waiting for Tonight"; nominación a Best Choreography por "Waiting for Tonight" (2000)

Teen Choice Awards
- Ganó Best Song of the Summer por "If You Had My Love" (1999)

ALMA Awards
- Ganó Outstanding Music Video Performer por "If You Had My Love" (2000)

## Posicionamiento en Listas
| \| Listas (1999) \| Posición más alta \| \| ------------------------------------------------- \| ----------------- \| \| Australia (ARIA) \| 11 \| \| Austria (Ö3 Austria Top 40) \| 7 \| \| Bélgica (Flanders) \| 10 \| \| Bélgica (Wallonia) \| 6 \| \| Canadá (Nielsen SoundScan) \| 5 \| \| (Dinamarca Albums Chart) \| 6 \| \| Finlandia (Suomen virallinen lista) \| 15 \| \| Francia (SNEP) \| 15 \| \| Alemania (Media Control Charts)[19] \| 3 \| \| Hungría (MAHASZ)[20] \| 14 \| \| Japón (Oricon)[21] \| 20 \| \| Nueva Zelanda (RIANZ) \| 18 \| \| Noruega (VG-lista) \| 14 \| \| Suecia (Sverigetopplistan) \| 20 \| \| Suiza (Schweizer Hitparade) \| 3 \| \| Reino Unido (UK Albums Chart)[22] \| 14 \| \| Estados Unidos (Billboard 200)[23] \| 8 \| \| Estados Unidos (Billboard Top R&B/Hip-Hop Albums) \| 8 \| \| Estados Unidos (Billboard Internet Albums) \| 9 \| |                   |
| Listas (1999) | Posición más alta |
| Australia (ARIA) | 11                |
| Austria (Ö3 Austria Top 40) | 7                 |
| Bélgica (Flanders) | 10                |
| Bélgica (Wallonia) | 6                 |
| Canadá (Nielsen SoundScan) | 5                 |
| (Dinamarca Albums Chart) | 6                 |
| Finlandia (Suomen virallinen lista) | 15                |
| Francia (SNEP) | 15                |
| Alemania (Media Control Charts) | 3                 |
| Hungría (MAHASZ) | 14                |
| Japón (Oricon) | 20                |
| Nueva Zelanda (RIANZ) | 18                |
| Noruega (VG-lista) | 14                |
| Suecia (Sverigetopplistan) | 20                |
| Suiza (Schweizer Hitparade) | 3                 |
| Reino Unido (UK Albums Chart) | 14                |
| Estados Unidos (Billboard 200) | 8                 |
| Estados Unidos (Billboard Top R&B/Hip-Hop Albums) | 8                 |
| Estados Unidos (Billboard Internet Albums) | 9                 |

## Ventas y certificaciones
| Certificador          | Certificación | Ventas    |
| --------------------- | ------------- | --------- |
| Argentina (CAPIF)     | Platino       | 90,000    |
| Australia (ARIA)      | Platino       | 70,000    |
| Austria (IFPI)        | Oro           | 10,000    |
| Canadá (CRIA)         | 5× Platino    | 500,000   |
| Europa (IFPI)         | Platino       | 1,000,000 |
| Finlandia (IFPI)      | Oro           | 15,000    |
| Francia (SNEP)        | 2× Oro        | 210,000   |
| Alemania (IFPI)       | Oro           | 250,000   |
| Países Bajos (NVPI)   | Platino       | 60,000    |
| Nueva Zelanda (RIANZ) | 2× Platino    | 30,000    |
| Polonia (ZPAV)        | Platino       | 60,000    |
| Suiza (IFPI)          | Oro           | 15,000    |
| Reino Unido (BPI)     | Platino       | 300,000   |
| Estados Unidos (RIAA) | 3× Platino    | 3,000,000 |
| Japón (Oricon)        | Oro           | 100,000   |